# Puccinia betonicae

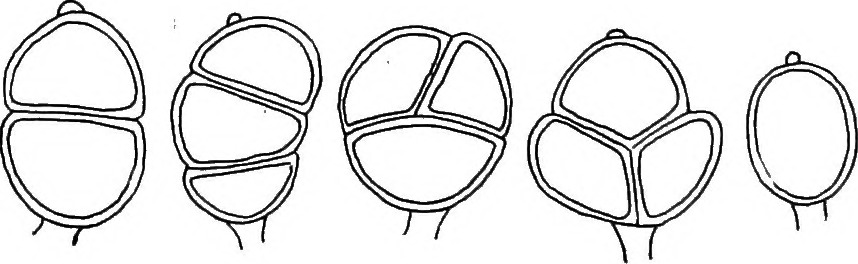
Teliospory

Puccinia betonicae (Alb. & Schwein.) DC. – gatunek grzybów z rodziny rdzowatych (Pucciniaceae). Grzyb mikroskopijny pasożytujący na roślinach z rodzaju czyściec (Stachys). Wywołuje u nich chorobę zwaną rdzą.

## Systematyka i nazewnictwo
Pozycja w klasyfikacji według Index Fungorum: Puccinia, Pucciniaceae, Pucciniales, Incertae sedis, Pucciniomycetes, Pucciniomycotina, Basidiomycota, Fungi.
Takson ten opisali w 1805 r. Johannes Baptista von Albertini i Lewis David von Schweinitz nadając mu nazwę Puccinia anemones var. betonicae. Obecną, uznaną przez Index Fungorum nazwę nadał mu Augustin Pyramus de Candolle w 1815 r.
Synonimy:
- Dicaeoma betonicae (Alb. & Schwein.) Nees 1816
- Micropuccinia betonicae (Alb. & Schwein.) Arthur & H.S. Jacks. 1921
- Puccinia anemones var. betonicae Alb. & Schwein. 1805
- Uredo betonicae (Alb. & Schwein.) DC. 1808

## Charakterystyka
Puccinia betonicae jest pasożytem jednodomowym, tzn. cały jej cykl rozwojowy odbywa się na jednym żywicielu. Jest rdzą niepełnocyklową, wytwarzającą tylko jeden rodzaj zarodników – teliospory powstające w rdzawobrązowych teliach na liściach. Telia te tworzą się głównie na spodniej stronie liści. Na porażonych liściach następuje chloroza, liście blakną, mają wydłużony ogonek i nienormalny wygląd. Teliospory dwukomórkowe, gładkie, na krótkim trzonku.
Występuje w Europie i Rosji. Jest to monofag występujący tylko na wąskiej grupie gatunków roślin z rodzaju Stachys. Stwierdzono jego występowanie na bukwicy zwyczajnej (Stachys officinalis) i Stachys pradica.